# Trattato di Kruschwitz
Il trattato di Kruschwitz (in tedesco Vertrag von Kruschwitz) o trattato di Kruszwica (in polacco Przywilej kruszwicki), firmato il 16 giugno 1230, fu un accordo concluso tra il Regno di Polonia, rappresentato dal duca Corrado I di Mazovia, e l'Ordine teutonico, rappresentato dall'Hochmeister Hermann von Salza.

## Contenuto

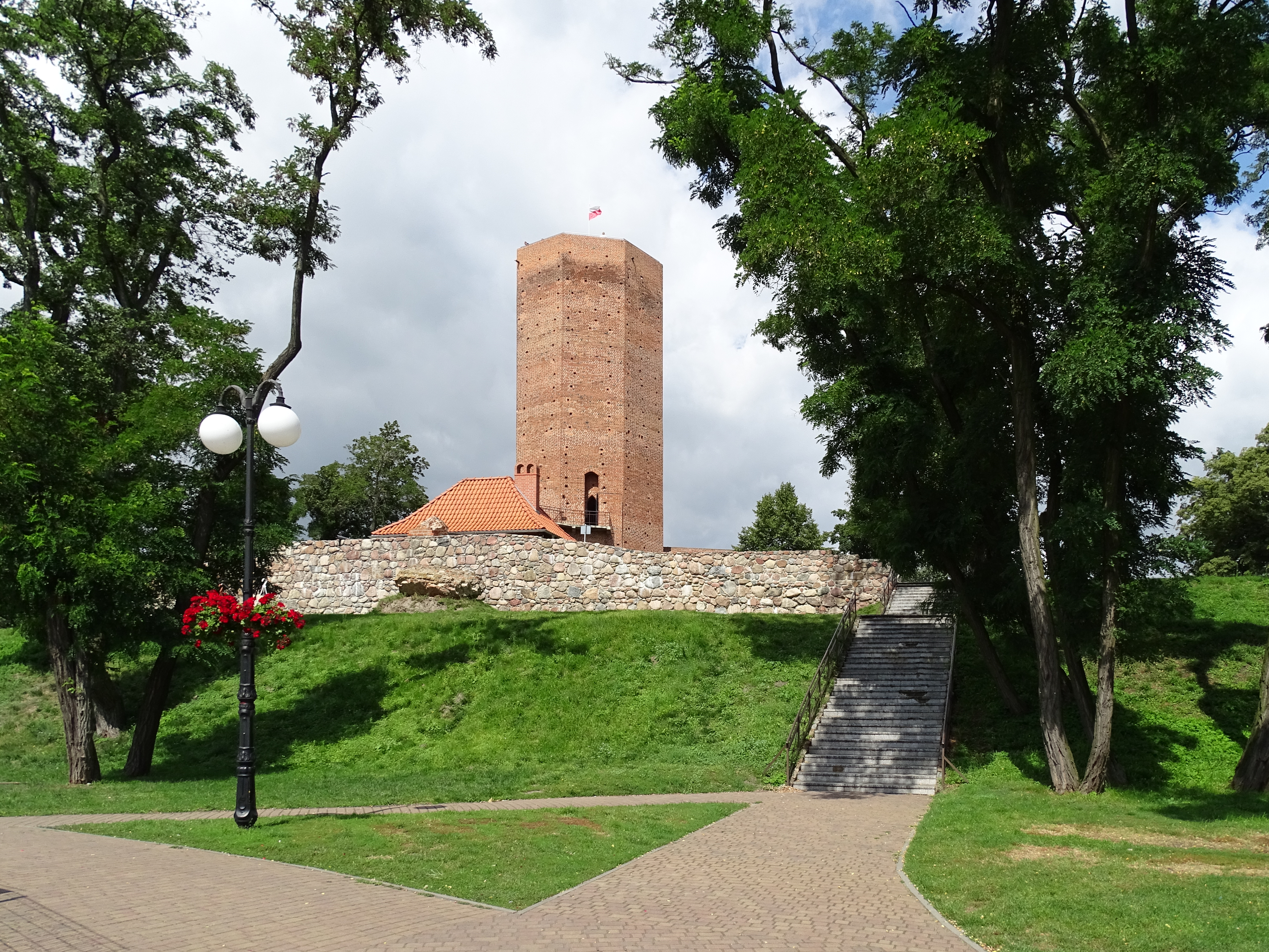
Mysia Wieża, la torre sopravvissuta facente parte del castello di Kruszwica

Stando ai termini di tale intesa, il duca di Masovia e principe di Polonia doveva trasferire la Terra di Chełmno a nord del suo ducato all'ordine teutonico. Fu Corrado ad aver occupato queste terre nel 1220, sebbene le tribù prussiane locali avrebbero presto contrattaccato dando vita a lunghe e feroci battaglie. Dopo che l'ordine di Dobrzyń, costituito nel 1216 allo scopo di cristianizzare la Polonia orientale, si dimostrò incapace di sopraffare gli autoctoni, il duca chiese il supporto dei cavalieri teutonici. Questi riconobbe altresì l'indipendenza del loro Stato monastico fondato dopo l'emanazione della bolla d'oro di Rimini e la sovranità dello stesso su tutti i territori conquistati in Prussia oltre i confini polacchi.
Il testo del trattato è noto solo tramite riferimenti successivi, poiché l'originale è andato perduto e incerta è la lingua in cui fu scritto. Secondo lo storico Max Perlbach (1848-1921), si tratterebbe di un falso storico realizzato dai cavalieri teutonici per legittimare i propri diritti, supportati dunque da una base legale, sui feudi detenuti all'inizio del XIII secolo. Le tesi di Perlbach sono state tuttavia messe in discussione dagli storici contemporanei.